# Aït Iraten
Aït Iraten est une confédération (taqbilt) berbère kabyle composée de cinq grandes tribus (Âarc ou Âarchs). Cette confédération est certainement la plus populaire de la Grande Kabylie, elle a en tous cas fortement marqué l'histoire de la région et continue d'avoir une influence particulière sur les tribus de la rive gauche de l'Asif Asbaw.[évasif]
Ibn Khaldoun en parle dans son livre Histoire des berbères, il les décrit comme appartenant à la confédération des Zouaoua, Igawawen en Kabyle (zouaouienne).
Le nom propre de la confédération, bien qu'il désigne une importante confédération du centre de la grande Kabylie, n'est pas employé par les Kabyles, il a même une connotation péjorative chez un grand nombre des habitants du Djurdjura contemporains.

## Les tribus(Âarchs)
- Irdjen (Irǧen)
- Aït Oussammer (At Usammar)
- Aït Akerma (At Akerma)
- Aït Oumalou (At Umalu)
- Aït Aouggacha (At Aggwaca)

## Les communes
- Irdjen
- Larbaâ Nath Irathen
- Tizi-Rached
- Aït Oumalou
- Aït Aouggacha

## Personnalités
- Littérature et poésie : Chabane Ouahioune, Mohand Saïd Lechani, Noureddine Meziane, Rachid Arhab, Salem Chaker, Si Amar U Said Boulifa, Si Muhand U M’hand,Mohand Ouramdane Larab,
- Politique : Fernane Hanafi, Abane Ramdane, Augustin-Belkacem Ibazizen, Belkacem Radjef, Melbouci si Hocine, Chemci, Saïd Mohammedi
- Religion : Sidi Amar Cherif, Sidi Yâacoub.
- Sport : Brahim Hemdani, Salah Assad